# Ipecac

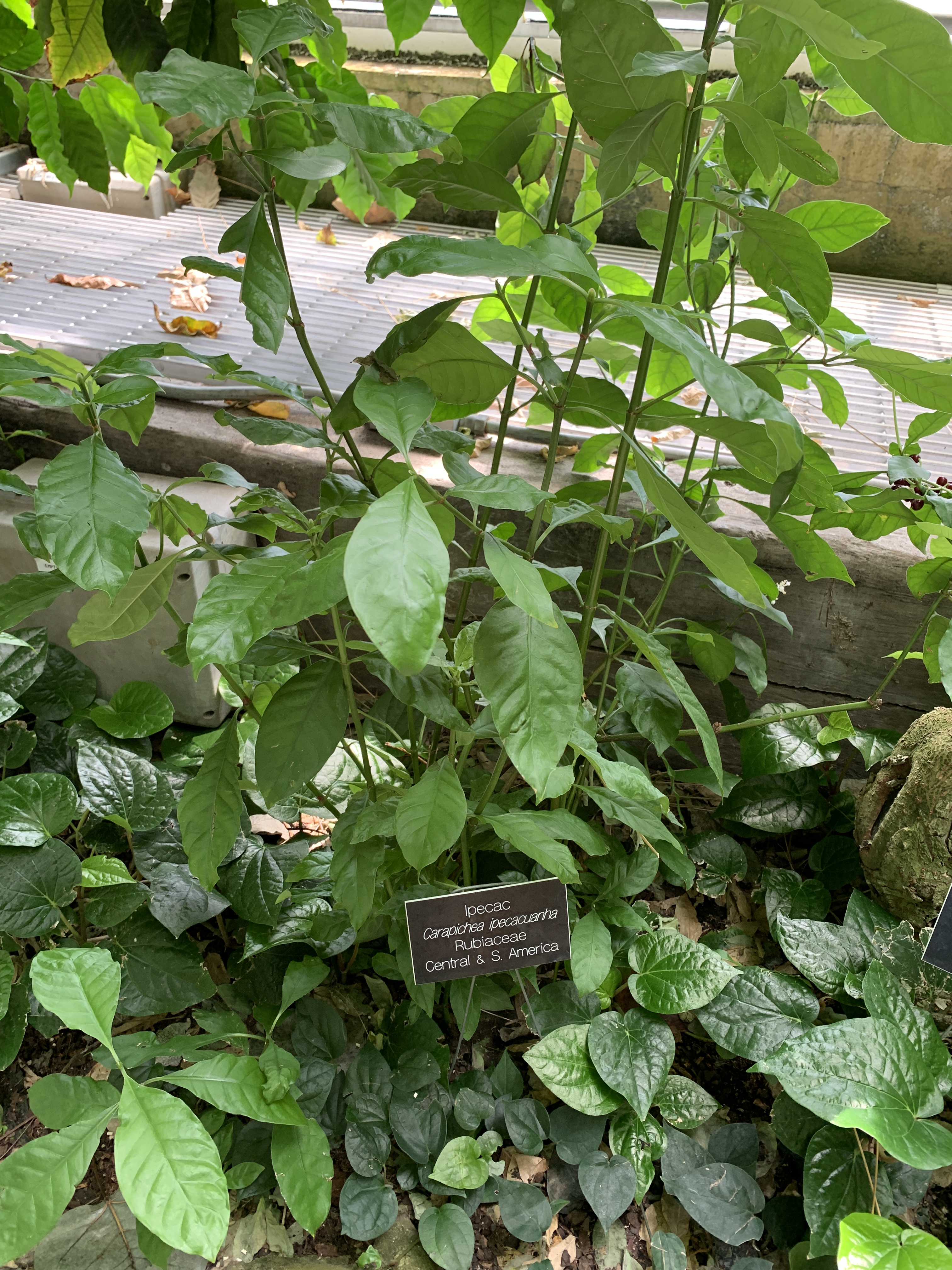
Ipecacuanha

Ipecacsiroop (vaker afgekort tot Ipecac) is een natuurlijke siroop gemaakt van gedroogde rizoom (wortelstok) en wortels van de ipecacuanha plant. Het is een bekend middel voor het natuurlijk opwekken van braken.

## Werking van Ipecac
De uitwerking van Ipecac komt hoofdzakelijk door de grote hoeveelheid alkaloïden, emetine (methylcephalin) en phosphatidylethanolamine (cephalin). Los van elkaar hebben ze niet veel werking op de menselijke maag, maar samen zorgen ze voor grote irritatie van het maagslijmvlies. Tevens beïnvloeden ze de Chemoreceptor trigger zone (CTZ) in de hersenen, die verantwoordelijk is voor het afgeven van braaksignalen in geval van vergiftiging. Dit alles zorgt voor een snelle en overmatige vorm van braken die vooral bij acute vergiftiging veel effect heeft.

## Gebruik
Ipecac werd van de 18de eeuw tot begin 20ste eeuw veelal gebruikt in hoestdrankjes als een expectorans, dat ervoor kan zorgen dat slijm gemakkelijk opgehoest kan worden. Ipecac en opium werden vroeger gebruikt voor het maken van Dover's powder (vroeger een veelal in Amerika en Engeland gebruikt hoestsiroop). Ipecacsiroop wordt momenteel wel nog gebruikt als middel voor het opwekken van braken.
Kinderartsen adviseerden vroeger om Ipecac in huis te hebben als een eerste-hulp medicijn bij vergiftiging bij kinderen. Tegenwoordig wordt door de Nederlandse geneeskunde ten strengste afgeraden om Ipecac in huis te hebben. Ook veel internationale geneeskundige organisaties en overheden (zoals in de Verenigde Staten) raden dit af. De geneeskundige Toxicologie (giftigheidsleer) heeft meerdere rapporten liggen die ten sterkste afraden om Ipecac als eerste-hulp medicijn te gebruiken bij acute vergiftiging, omdat nooit is aangetoond dat het gebruik van Ipecacsiroop daadwerkelijk ervoor zorgt dat de behoefte naar overgeven wordt opgewekt bij acute vergiftiging. Daarnaast kan onbedoeld een overdosis worden gegeven als Ipecac niet door medisch personeel wordt toegediend.
Een onderzoek van de Amerikaanse HRSA (Human Resources and Service Administration), dat in 2005 werd afgerond concludeerde dat het gebruik van Ipecac niet garandeert dat alle aanwezige giftige stoffen daadwerkelijk uit de maag verwijderd worden. Het onderzoek wees uit dat de patiënten die daadwerkelijk Ipecac dienden in te nemen beter af waren met andere efficiëntere en veiligere manieren. Naast dit alles concludeerde de HRSA ook dat de bijeffecten van Ipecac zoals vermoeidheid onterecht kunnen worden aangezien als bijeffecten van de vergiftiging, wat kan resulteren in een verkeerde diagnose. Het gebruik van Ipecac zou volgens de HRSA zelfs erin kunnen resulteren dat het lichaam een vertraagde, en zelfs een slechtere reactie geeft op andere behandelmethodes als actieve kool en eventuele oraal ingenomen tegengif.

## Misbruik
Ipecac is een middel dat ook door veel mensen (steeds vaker) misbruikt wordt. Zo wordt het steeds vaker door mensen met boulimia nervosa (ook wel bekend als boulimie) gebruikt voor het behalen van soms absurd gewichtsverlies als gevolg van zogenaamd dwangmatig braken. Door het dwangmatig braken kan het lichaam (vaak onherstelbaar) beschadigd raken.
Gebruikers van Ipecac in combinatie met boulimia nervosa hebben daardoor ook vaak last van irritatie en scheuren in de keel, slokdarm en de maag. Tevens kan het overmatig braken zorgen voor gebitsproblemen als gevolg van vrijgekomen maagzuren. Herhaaldelijk misbruik van Ipecac kan resulteren in schade aan het hart, wat uiteindelijk kan resulteren in de dood van de gebruiker.
Ook op populaire sites als YouTube, Twitter en Facebook worden steeds vaker jongeren uitgedaagd (soms voor geld) om het middel Ipecac in te nemen. Het is niet bekend of het misbruiken bij jeugdigen invloed heeft op de groei en de latere vorming van het lichaam. Misbruik in Nederland is nog tot een minimum beperkt, omdat Ipecac in Nederland niet los in de handel verkrijgbaar is.